# Hreljin, Kočevje
Hreljin je naselje v Občini Kočevje.